# توم كونلون
توم كونلون (بالإنجليزية: Tom Conlon)‏ هو لاعب كرة قدم بريطاني، ولد في 3 فبراير 1996 في Porthill, Staffordshire ‏ في المملكة المتحدة. لعب مع ستيفيناغ بوروه ونادي بيتربورو يونايتد.

## وصلات خارجية
- توم كونلون على موقع قاعدة بيانات كرة القدم.إي يو (الإنجليزية)
- توم كونلون على موقع Soccerbase.com (لاعب) (الإنجليزية)